# Брантинг, Анна
Анна Брантинг (швед. Anna Matilda Charlotta Branting, 19 ноября 1855 — 11 декабря 1950) — шведская журналистка и писательница. Иногда писала под псевдонимом René. Была супругой премьер-министра Швеции Карла Яльмара Брантинга.

## Биография
Анна Брантинг была дочерью инспектора полиции Эрика Ядерина и Шарлотты Густавы Хольм. Её братьями были геодезист Эдвард Ядерин и основатель газеты Svenska Dagbladet Аксель Ядерин.
После обучения в школе Statens normalskola в Стокгольме, Анна работала в журнале Tiden (1884—1885) переводчицей, а затем в газетах Social-Demokraten (1886—1892, 1913—1917) и Stockholms-Tidningen (1892—1909 гг.). С 1992 года она успешно работала театральным критиком, и у неё даже было своё место в Королевском драматическом театре.
Анна Брантинг принадлежала к тому поколению женщин-журналисток, которые сумели показать себя в шведской прессе в 1880-х годах и получили постоянные должности в газетах и журналах. Она входила в число первых 14 женщин, ставших членами ассоциации Publicistklubben, поставившей целью добиваться свободы слова и журналистики. Кроме журналистской деятельности, Анна с 1893 года писала книги — романы и рассказы о женской судьбе, её конфликта с современным обществом; в её произведениях иногда сквозила мысль, что иногда смерть — это единственный выбор, который предоставляет ей общество.

## Личная жизнь
В 1877 году Анна вышла замуж за офицера Густава Вильгельма Кремера, и в этом браке у неё родились дочь Вера и сын Генрих. Разойдясь с первым мужем, Анна во второй раз она вышла замуж в 1884 году за Яльмара Брантинга, родив сына Георга и дочь Соню.